# Daniel Lindström
 Lars Mickhael Daniel Lindström, född 30 januari 1978 i Vännäs,  är en svensk artist som vann Idol 2004.
Debutsingeln Coming True har sålt dubbel platina, och är hans hittills största säljsuccé. Låten blev den mest sålda singeln år 2004. Hans andra album Nån slags verklighet gavs ut 16 augusti 2006 och har sålt guld.
Under hösten 2005 fick Lindström pris för Bästa svenska artist på Nordic Music Awards. Andra nominerade till priset var bland andra Lena Philipsson, Kent och Magnus Uggla.
2008 släppte han albumet D-Day, och singeln Saturday Night remixades av Michael Feiner.
2025 släppte han singeln Känner för dig, skriven tillsammans med producenten Daniele Musto.

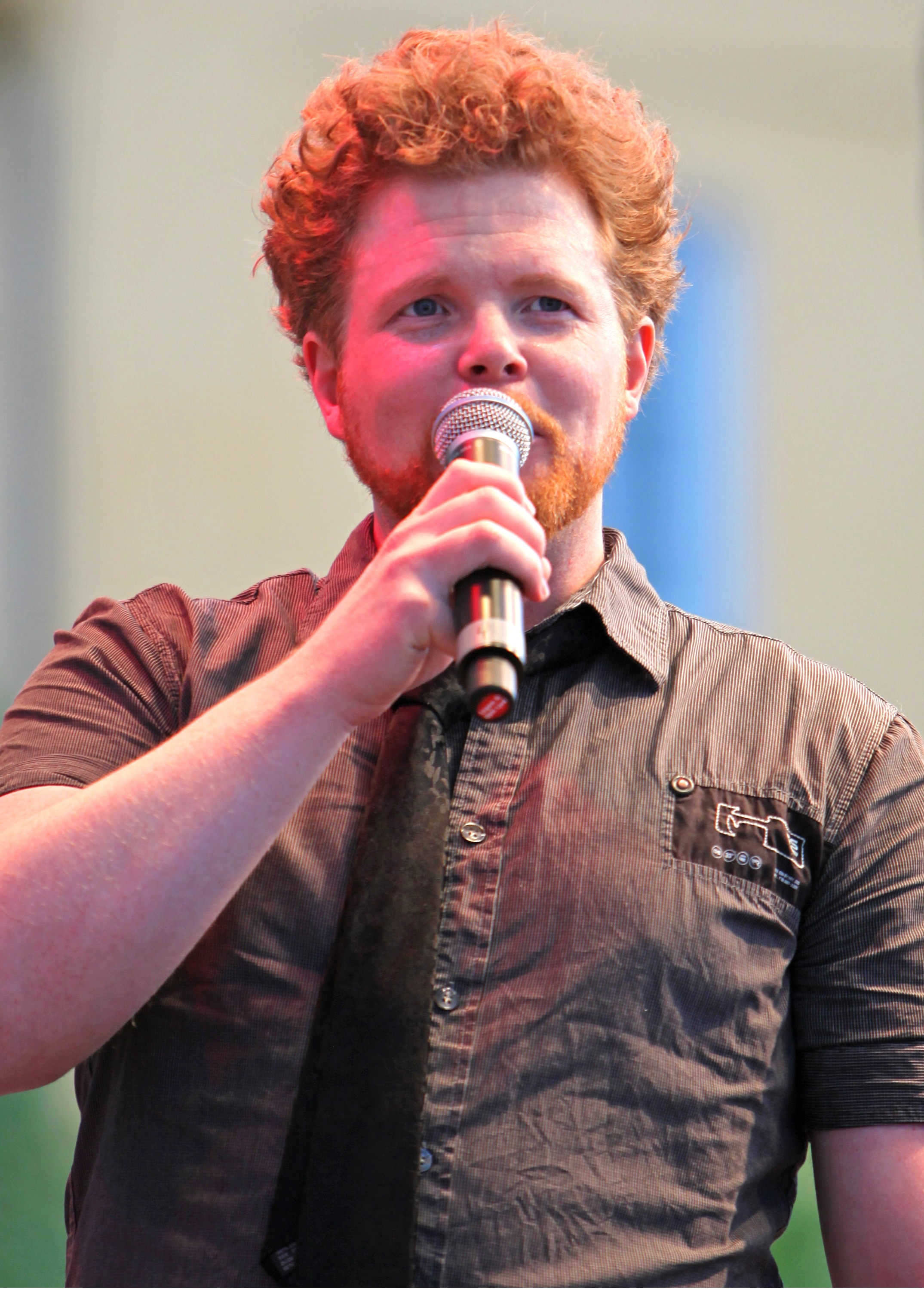
Daniel Lindström 2009

## Privatliv
Daniel Lindström är uppvuxen i stadsdelen Marieberg i Umeå. Han är gift och har tre barn, födda 2009, 2011 och 2013.

## Uppträdanden i Idol 2004
- Audition: "Just Friends (Sunny)", Musiq Soulchild
- Kvalfinal: "Lately", Stevie Wonder.
- Veckofinal 1 (Min idol): "Fast Love", George Michael.
- Veckofinal 2 (Listettor): "Crazy", Seal.
- Veckofinal 3 (Soul): "If You Don't Know Me By Now", Harold Melvin & the Blue Notes.
- Veckofinal 4 (Svenska hits): "Sarah", Mauro Scocco.
- Veckofinal 5 (Max Martin): "That's the Way it Is", Celine Dion.
- Veckofinal 6 (Cocktail): "Fly Me to the Moon", Frank Sinatra.
- Veckofinal 7 (Filmmusik): "License to Kill", Gladys Knight.
- Veckofinal 8: Låt 1 (Födelseår: 1978): "September", Earth, Wind & Fire.
- Veckofinal 8: Låt 2 (Födelseår: 1978): "Just the Way You Are", Billy Joel.
- Veckofinal 9: Låt 1 (Juryns val): "Lately", Stevie Wonder.
- Veckofinal 9: Låt 2 (Juryns val): "Glorious", Andreas Johnson.
- Final: Låt 1 (Vinnarlåten): "Coming True", skriven av Jörgen Elofsson.
- Final: Låt 2 (Eget val): "Virtual Insanity", Jamiroquai.
- Final: Låt 3 (Tittarnas val): "Sarah", Mauro Scocco.

## Diskografi

### Album
- 2004 – Det bästa från Idol 2004
- 2004 – Daniel Lindström #1
- 2006 – Nån slags verklighet #3
- 2009 – D-Day

### Singlar
- 2004 – "Coming True" #1 (7 Veckor)
- 2005 – "My Love Won't Let You Down" #10
- 2005 – "Run"
- 2006 – "Nån slags verklighet" #26
- 2006 – "Beslut"
- 2008 – "Saturday Night"
- 2025 – "Känner för dig"

### Samarbeten
- 2016 – "Svärdet i stenen" Block 44 med Fronda och Daniel Lindström